# Atlanta Falcons 2019
La stagione 2019 degli Atlanta Falcons è stata la 54ª della franchigia nella National Football League, la quinta con Dan Quinn come capo-allenatore e la terza con gli incontri casalinghi giocati al Mercedes-Benz Stadium. 
La squadra tentava di migliorare il record di 7–9 del 2018 e di fare ritorno ai playoff per la prima volta dal 2017. Tuttavia, i Falcons faticarono enormemente a inizio stagione, facendo registrare la peggior partenza in 16 anni con un record di 1-7. Dopo una sconfitta in casa contro i New Orleans Saints subirono la seconda stagione consecutiva con un record negativo, venendo matematicamente eliminati dalla corsa ai playoff. Nella seconda parte della stagione invece i Falcons ebbero un record parziale di 6–2 (alla pari il migliore della NFC in quell'arco di tempo), finendo la stagione a 7-9 e al secondo posto nella NFC South.

## Scelte nel Draft 2019
| Scelte dei Falcons nel Draft 2019 |        |                   |       |                  |
| Giro                              | Scelta | Giocatore         | Ruolo | College          |
| 1                                 | 14     | Chris Lindstrom   | G     | Boston College   |
| 1                                 | 31     | Kaleb McGary      | OT    | Washington       |
| 4                                 | 111    | Kendall Sheffield | CB    | Ohio State       |
| 4                                 | 135    | John Cominsky     | DE    | Charleston (WV)  |
| 5                                 | 152    | Qadree Ollison    | RB    | Pittsburgh       |
| 5                                 | 172    | Jordan Miller     | CB    | Washington       |
| 6                                 | 203    | Marcus Green      | WR    | Louisiana–Monroe |

## Staff
| Staff degli Atlanta Falcons nel 2019 |
| --- |
| Organi dirigenziali - Proprietario/Chairman - Arthur Blank - Presidente/CEO - Rich McKay - General Manager - Thomas Dimitroff - Assistente General Manager - Scott Pioli - Direttore dell'organico giocatori - Joel Collier - Direttore sportivo - Nick Polk - Direttore del college scouting - Steve Sabo - Osservatore nazionale - Ruston Webster - Osservatore nazionale - Phil Emery Capo allenatore - Capo-allenatore - Dan Quinn - Assistente capo-allenatore/Coordinatore del gioco su passaggi - Raheem Morris - Assistente capo-allenatore - Steve Scarnecchia Altri allenatori - Capo dello sviluppo della forza e della condizione – Jesse Ackerman - Assistente allo sviluppo della forza e della condizione – Jonas Beauchemin - Assistente allo sviluppo della forza – Brandon Ireland Allenatori dell'attacco - Coordinatore offensivo – Steve Sarkisian - Quarterback – Greg Knapp - Running Back – Bernie Parmalee - Wide Receiver - Dave Brock - Tight End – Wade Harman - Offensive Line – Chris Morgan - Assistente Offensive Line – Kyle Flood - Assistente offensivo – Justin Outten - Assistente offensivo – Chad Walker Allenatori della difesa - Coordinatore difensivo – Marquand Manuel - Coordinatore della difesa contro il gioco su passaggi - Jerome Henderson - Defensive Line – Bryant Young - Assistente Defensive Line - Travis Jones - Linebacker – Jeff Ulbrich - Secondary – Doug Mallory - Assistente difensivo/Defensive backs – Charlie Jackson - Controllo qualità della difesa - Aden Durde Allenatori dello special team - Coordinatore dello special team: Keith Armstrong - Assistente dello special team: Mayur Chaudhari |

## Roster
| Roster degli Atlanta Falcons nel 2019 |
| --- |
| Quarterback - 2 Matt Ryan - 8 Matt Schaub Running Back - 38 Kenjon Barner - 24 Devonta Freeman - 23 Brian Hill - 30 Qadree Ollison - 40 Keith Smith FB - 25 Ito Smith Wide Receiver - 83 Russell Gage - 14 Justin Hardy - 11 Julio Jones - 18 Calvin Ridley - 17 Olamide Zaccheaus Tight End - 87 Jaeden Graham - 81 Austin Hooper - 80 Luke Stocker Offensive Linemen - 68 Jamon Brown G - 77 James Carpenter G - 73 Matt Gono T - 63 Chris Lindstrom G - 51 Alex Mack C - 70 Jake Matthews T - 76 Kaleb McGary T - 74 Ty Sambrailo T - 71 Wes Schweitzer G Defensive Linemen - 93 Allen Bailey DT - 44 Vic Beasley DE - 99 Adrian Clayborn DE - 50 John Cominsky DE - 95 Jack Crawford DT - 96 Tyeler Davison DT - 97 Grady Jarrett DT - 98 Takkarist McKinley DE - 94 Deadrin Senat DT Linebacker - 59 De'Vondre Campbell OLB - 53 Jermaine Grace OLB - 45 Deion Jones MLB - 54 Foyesade Oluokun OLB - 42 Duke Riley MLB Defensive Back - 37 Ricardo Allen FS - 27 Damontae Kazee FS - 36 Kemal Ishmael SS - 28 Jordan Miller CB - 22 Keanu Neal SS - 41 Sharrod Neasman SS - 26 Isaiah Oliver CB - 20 Kendall Sheffield CB - 21 Desmond Trufant CB - 33 Blidi Wreh-Wilson CB Special Team - 5 Matt Bosher P - 47 Josh Harris LS - 7 Younghoe Koo K Lista delle riserve - 6 Kurt Benkert QB (IR) - 93 Michael Bennett DT (IR) - 69 Richie Brown LB (IR) - 39 Taveze Calhoun CB (IR) - 89 Alex Gray TE (IR) - 90 Ra'Shede Hageman DT (Sospeso) - 56 Steven Means DE (IR) - 9 Matt Simms QB (IR) - 29 J.J. Wilcox SS (IR) Squadra di allenamento - 13 Christian Blake WR - 35 Jamal Carter DB - 34 Chris Cooper S - 16 Danny Etling QB - 64 Sean Harlow G - 52 Austin Larkin DE - 49 Carson Meier TE - 15 Brandon Powell WR - 79 Jacob Tuioti-Mariner DT - 92 Justin Zimmer DT 53 attivi, 9 inattivi, 10 nella squadra di allenamento |
| Legenda - I rookie sono in corsivo. - Il primo ruolo è il principale mentre gli eventuali successivi indicano i ruoli secondari. - (IR) sta per Injured Reserve ed indica la lista ristretta per un solo giocatore infortunato che può tornare ad allenarsi dopo la settimana 6 e a rientrare in prima squadra dopo che questa ha giocato 8 partite. - (NF-Inj.) / (NF-Ill.) stanno rispettivamente per Non-Football Injured e Non-Football Illness ed indicano le liste dove viene inserito un giocatore che ha un infortunio o una malattia non dipendente dal football americano. - (PUP) sta per Physically Unable to Perform ed indica la lista dove viene inserito un giocatore mentre è in attesa di recuperare la condizione fisica. Nella stagione regolare dopo la sesta partita giocata dalla propria squadra, il giocatore ha tempo tre settimane per riprendere ad allenarsi, più tre settimane aggiuntive dal suo rientro agli allenamenti per rientrare in prima squadra. |

## Calendario
| Stagione regolare |                    |                         |                    |                    |                         |                    |
| Turno             | Data               | Avversario              | Risultato          | Record             | Stadio                  | Sintesi            |
| 1                 | 8 settembre        | at Minnesota Vikings    | S 12–28            | 0–1                | U.S. Bank Stadium       | Recap              |
| 2                 | 15 settembre       | Philadelphia Eagles     | V 24–20            | 1–1                | Mercedes-Benz Stadium   | Recap              |
| 3                 | 22 settembre       | at Indianapolis Colts   | S 24–27            | 1–2                | Lucas Oil Stadium       | Recap              |
| 4                 | 29 settembre       | Tennessee Titans        | S 10–24            | 1–3                | Mercedes-Benz Stadium   | Recap              |
| 5                 | 6 ottobre          | at Houston Texans       | S 32–53            | 1–4                | NRG Stadium             | Recap              |
| 6                 | 13 ottobre         | at Arizona Cardinals    | S 33–34            | 1–5                | State Farm Stadium      | Recap              |
| 7                 | 20 ottobre         | Los Angeles Rams        | S 10–37            | 1–6                | Mercedes-Benz Stadium   | Recap              |
| 8                 | 27 ottobre         | Seattle Seahawks        | S 20–27            | 1–7                | Mercedes-Benz Stadium   | Recap              |
| 9                 | Settimana di pausa | Settimana di pausa      | Settimana di pausa | Settimana di pausa | Settimana di pausa      | Settimana di pausa |
| 10                | 10 novembre        | at New Orleans Saints   | V 26–9             | 2–7                | Mercedes-Benz Superdome | Recap              |
| 11                | 17 novembre        | at Carolina Panthers    | V 29–3             | 3–7                | Bank of America Stadium | Recap              |
| 12                | 24 novembre        | Tampa Bay Buccaneers    | S 22–35            | 3–8                | Mercedes-Benz Stadium   | Recap              |
| 13                | 28 novembre        | New Orleans Saints      | S 18–26            | 3–9                | Mercedes-Benz Stadium   | Recap              |
| 14                | 8 dicembre         | Carolina Panthers       | V 40–20            | 4–9                | Mercedes-Benz Stadium   | Recap              |
| 15                | 15 dicembre        | at San Francisco 49ers  | V 29–22            | 5–9                | Levi's Stadium          | Recap              |
| 16                | 22 dicembre        | Jacksonville Jaguars    | V 24–12            | 6–9                | Mercedes-Benz Stadium   | Recap              |
| 17                | 29 dicembre        | at Tampa Bay Buccaneers | V 28–22 (dts)      | 7–9                | Raymond James Stadium   | Recap              |

Nota: gli avversari della propria division sono in grassetto.

## Classifiche

### Division
| NFC South            | NFC South | NFC South | NFC South | NFC South | NFC South | NFC South | NFC South | NFC South |
| vedi • disc. • mod.  | V         | S         | P         | PCT       | DIV       | CONF      | PF        | PS        |
| -------------------- | --------- | --------- | --------- | --------- | --------- | --------- | --------- | --------- |
| New Orleans Saints   | 13        | 3         | 0         | .813      | 5-1       | 9-3       | 458       | 341       |
| Atlanta Falcons      | 7         | 9         | 0         | .438      | 4-2       | 6-6       | 381       | 399       |
| Tampa Bay Buccaneers | 7         | 9         | 0         | .438      | 2-4       | 5-7       | 458       | 449       |
| Carolina Panthers    | 5         | 11        | 0         | .313      | 1-5       | 2-10      | 340       | 470       |
|                      |           |           |           |           |           |           |           |           |
|                      |           |           |           |           |           |           |           |           |

### Conference
| National Football Conference           | National Football Conference | National Football Conference | National Football Conference | National Football Conference | National Football Conference | National Football Conference | National Football Conference | National Football Conference | National Football Conference | National Football Conference |
| Pos.                                   | Squadra                      | Division                     | V                            | S                            | P                            | PCT                          | DIV                          | CONF                         | SOS                          | SOV                          |
| Capolista di Division                  | Capolista di Division        | Capolista di Division        | Capolista di Division        | Capolista di Division        | Capolista di Division        | Capolista di Division        | Capolista di Division        | Capolista di Division        | Capolista di Division        | Capolista di Division        |
| -------------------------------------- | ---------------------------- | ---------------------------- | ---------------------------- | ---------------------------- | ---------------------------- | ---------------------------- | ---------------------------- | ---------------------------- | ---------------------------- | ---------------------------- |
| 1                                      | San Francisco 49ers          | West                         | 8                            | 0                            | 0                            | 1.000                        | 2-0                          | 5-0                          | .341                         | .341                         |
| 2                                      | New Orleans Saints           | South                        | 7                            | 1                            | 0                            | .875                         | 1-0                          | 5-1                          | .522                         | .508                         |
| 3                                      | Green Bay Packers            | North                        | 7                            | 2                            | 0                            | .778                         | 3-0                          | 4-1                          | .513                         | .517                         |
| 4                                      | Dallas Cowboys               | East                         | 5                            | 3                            | 0                            | .625                         | 4-0                          | 4-2                          | .377                         | .250                         |
| Wild Card                              |                              |                              |                              |                              |                              |                              |                              |                              |                              |                              |
| 5                                      | Minnesota Vikings            | West                         | 7                            | 2                            | 0                            | .778                         | 2-0                          | 4-1                          | .418                         | .307                         |
| 6                                      | Seattle Seahawks             | North                        | 6                            | 3                            | 0                            | .667                         | 1-2                          | 5-2                          | .422                         | .324                         |
| In corsa per i play-off                |                              |                              |                              |                              |                              |                              |                              |                              |                              |                              |
| 7                                      | Los Angeles Rams             | West                         | 5                            | 3                            | 0                            | .625                         | 0-2                          | 3-3                          | .492                         | .375                         |
| 8                                      | Carolina Panthers            | South                        | 5                            | 3                            | 0                            | .625                         | 1-1                          | 2-3                          | .507                         | .443                         |
| 9                                      | Philadelphia Eagles          | East                         | 5                            | 4                            | 0                            | .556                         | 1-1                          | 3-4                          | .447                         | .429                         |
| 10                                     | Detroit Lions                | North                        | 3                            | 4                            | 1                            | .438                         | 0-2                          | 2-2-1                        | .528                         | .407                         |
| 11                                     | Arizona Cardinals            | West                         | 3                            | 5                            | 1                            | .389                         | 0-2                          | 2-4-1                        | .534                         | .120                         |
| 12                                     | Chicago Bears                | North                        | 3                            | 5                            | 0                            | .375                         | 1-1                          | 2-3                          | .529                         | .370                         |
| 13                                     | Tampa Bay Buccaneers         | South                        | 2                            | 6                            | 0                            | .250                         | 1-2                          | 2-5                          | .642                         | .625                         |
| 14                                     | New York Giants              | East                         | 2                            | 7                            | 0                            | .222                         | 1-2                          | 2-5                          | .526                         | .176                         |
| 15                                     | Atlanta Falcons              | South                        | 1                            | 7                            | 0                            | .125                         | 0-0                          | 1-4                          | .593                         | .556                         |
| 16                                     | Washington Redskins          | East                         | 1                            | 8                            | 0                            | .111                         | 0-3                          | 0-6                          | .579                         | .125                         |
| Criteri di spareggio                   |                              |                              |                              |                              |                              |                              |                              |                              |                              |                              |
| 1.                                     |                              |                              |                              |                              |                              |                              |                              |                              |                              |                              |
| Legenda                                |                              |                              |                              |                              |                              |                              |                              |                              |                              |                              |
| w — wild card ottenuta                 |                              |                              |                              |                              |                              |                              |                              |                              |                              |                              |
| x — partecipazione ai playoff ottenuta |                              |                              |                              |                              |                              |                              |                              |                              |                              |                              |
| y — campioni di division               |                              |                              |                              |                              |                              |                              |                              |                              |                              |                              |
| z — salto del primo turno di play-off  |                              |                              |                              |                              |                              |                              |                              |                              |                              |                              |
| * — vantaggio del campo ottenuto       |                              |                              |                              |                              |                              |                              |                              |                              |                              |                              |

## Premi

### Premi settimanali e mensili
- Younghoe Koo:

giocatore degli special team della NFC della settimana 10
giocatore degli special team della NFC della settimana 14
- Kenjon Barner:

giocatore degli special team della NFC della settimana 11